# Chlorodynerus ypsilon
Chlorodynerus ypsilon är en stekelart som först beskrevs av Kostylev 1929.  Chlorodynerus ypsilon ingår i släktet Chlorodynerus och familjen Eumenidae. Utöver nominatformen finns också underarten C. y. rhodius.